# Angela Schrott
Angela Schrott (* 1965 in Pfaffenhofen an der Ilm) ist eine deutsche Romanistin.

## Leben
Nach dem Studium (1985–1992) der Romanistik (Französisch und Spanisch) und Germanistik an der Ludwig-Maximilians-Universität München war sie von 1993 bis 1995 wissenschaftliche Mitarbeiterin am Institut für Romanische Philologie der Ludwig-Maximilians-Universität München. Nach der von Wolf-Dieter Stempel betreuten Promotion (1993–1996) an der Ludwig-Maximilians-Universität München war sie von 1996 bis 2000 wissenschaftliche Mitarbeiterin bei Franz Lebsanft an der Ruhr-Universität Bochum. Nach der von ihm betreuten Habilitation 2007 an der Ruhr-Universität Bochum ist sie seit 2007 Professorin für Romanische Sprachwissenschaft an der Universität Kassel. 2023 wurde sie zum korrespondierenden Mitglied der Niedersächsischen Akademie der Wissenschaften zu Göttingen gewählt.
Ihre Forschungsschwerpunkte sind Texte und Diskurstraditionen, Diskurslinguistik, Textkomplexität und Textkompetenz, historische Pragmalinguistik und Dialogforschung und Tempus und Aspekt in den romanischen Sprachen.